# Spiloxene schlechteri
Spiloxene schlechteri là một loài thực vật có hoa trong họ Hypoxidaceae. Loài này được (Bolus) Garside miêu tả khoa học đầu tiên năm 1936.